# Dicranomyia octava
Dicranomyia octava är en tvåvingeart som beskrevs av Edwards 1923. Dicranomyia octava ingår i släktet Dicranomyia och familjen småharkrankar. Inga underarter finns listade i Catalogue of Life.